# Eggenfelden
Eggenfelden (pronunciación en alemán: /ˌɛɡn̩ˈfɛldn̩/ⓘ) es una ciudad del estado alemán de Baviera. Está situada en el valle del río Rott, 55 km al sur de Straubing y 55 km al suroeste de Passau. Cuenta con aproximadamente 12.800 habitantes.